# Carl Anton Ossbahr

Carl Anton Georg Ossbahr, född 1859, död 1925, var en svensk museiman.
Carl Anton Georg Ossbahr var son till bataljonsläkaren vid Kalmar regemente Georg Enhard Ossbahr (1819–1859). Han blev 1883 extraordinarie amanuens vid Nationalmuseum, till vilket då Livrustkammaren hörde, och var föreståndare, senare intendent, för Livrustkammaren 1892–1903. 
Han efterträtts som intendent för Livrustkammaren av sin Rudolf Cederström och flyttade till Rom i Italien. Han mötte där kronprinsessan Victoria och blev kammarherre hos henne 1905. Han återvände  till Sverige 1914 och samlade på äldre dagar antika mynt samt medaljer med arkitekturbilder.